# TOUR04 THE CODE OF VULGAR〔ism〕
『TOUR04 THE CODE OF VULGAR[ism] 』(ツアー04 ザ・コード・オブ・ヴァルガリズム)はDir en greyのライブDVD。2004年10月6日発売。

## 解説
- 2003年9月発売の4thアルバム『VULGAR』の楽曲を軸とした2度目のライブツアーで、スタンディング会場を中心とした「TOUR04 THE CODE OF VULGAR[ism]」の最終公演にあたる4月24日、25日のZepp Tokyoでのライブを収録したDVD。
- 初回生産限定盤と通常盤の2形態で発売。それぞれジャケット違いの他、初回限定生産盤は特典ディスクが付いた2枚組仕様となっている。特典ディスクの内容は、全国ホール会場を中心とした「VULGAR」最初のライブツアー「TOUR03 OVER THE VULGAR SHUDDER」のライブ映像と、「TOUR04 THE CODE OF VULGAR[ism]」のダイジェスト及び同ツアーの岐阜モダンカフェでの映像、「INCREASE BLUE」「AMBER」のライブPVとなっており、また本編の映像特典として、両日のアンコール全12曲とリハーサル風景を収録している。
- 本編は4月25日の最終日のセットリスト順に構成されているが、その合間に24日のみで演奏された楽曲、及びアンコールを含んだ両日の全演奏曲を収録しており、合わせて計28曲という、ボリュームの多い内容となっている。曲が重複している場合は、基本的に25日を中心に、曲によって24日の方が良ければ、そちらを入れるという形を取っている。
- ちなみに前回のライブDVD「列島激震行脚 FINAL 2003 5 Ugly KINGDOM」を見たメンバーは、持ち楽器の演奏シーンで自分の顔の部分しかあまり映っていなかった事に苦言を呈しており、「演奏者は顔ではなくて手元が大事だから手元を映してほしい」と意見を出したことを、FOOL'S MATE Vol.277（2004年11月号）のインタビュー内で語っている。その為、演奏者の手元をアップしたシーンが多く撮られている。
- 5.1chサラウンド仕様。

## 収録曲
Disc I
1. G.D.S
2. CHILD PREY
3. THE III D EMPIRE
4. INCREASE BLUE
5. Mr.NEWSMAN
6. audience KILLER LOOP
7. DRAIN AWAY
8. MARMALADE CHAINSAW
9. Machiavellism
10. RED...[em]
11. AMBER
12. 砂上の唄
13. 明日無き幸福、呼笑亡き明日
14. NEW AGE CULTURE
15. OBSCURE
16. 腐海
17. 蝕紅
18. Hydra
19. Ugly
20. かすみ
21. THE FINAL
22. 朔-saku-
23. HADES
24. The Domestic Fucker Family
25. 秒「」深
26. JESSICA
27. Я TO THE CORE
28. umbrella
29. [Encore 4/24]（1. THE FINAL 2. DRAIN AWAY 3. OBSCURE 4. CHILD PREY 5. The Domestic Fucker Family 6. 秒「」深）
30. [Encore 4/25]（1. THE FINAL 2. 朔-saku- 3. HADES 4. JESSICA 5. Я TO THE CORE 6. umbrella）
31. [Off Stage 4/24]
32. [Off Stage 4/25]

Disc II（初回限定生産盤のみ）
1. TOUR03 OVER THE VULGAR SHUDDER
2. TOUR04 THE CODE OF VULGAR[ism]
3. TOUR04 THE CODE OF VULGAR[ism] 20040403
4. INCREASE BLUE
5. AMBER